# Philippe Barbier

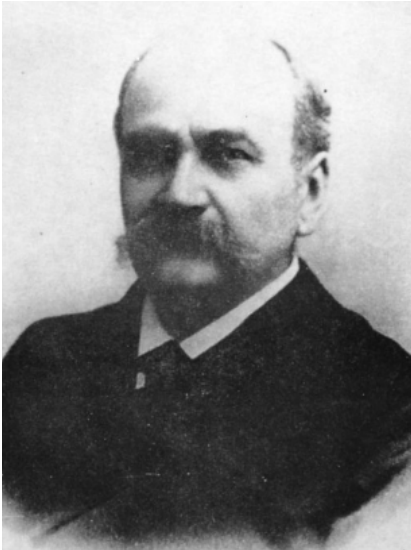
Philippe Barbier

François Antoine Philippe Barbier (* 2. März 1848 in Luzy (Nièvre); † 18. September 1922 in Bandol-sur-Mer) war ein französischer organischer Chemiker. Er gilt als Vater der metallorganischen Chemie und hat 1899 die erste Organomagnesiumverbindung synthetisiert. Sein Name ist aber am meisten bekannt durch die nach ihm benannte Barbier-Reaktion. Barbier war Doktorvater von Victor Grignard.
Barbier war ab 1869 Gehilfe von Pierre Berthelot am Collège de France, leitete ab 1874 dort die Abteilung Chemie und wurde 1876 an der Sorbonne promoviert. 1877 wurde er Präparator für Mineralogie an der École Supérieure de Pharmacie in Paris und 1878 außerordentlicher Professor an der Universität Lyon und 1879 Dozent und 1880 Professor an der Universität von Besançon. 1884 bis 1919 war er Professor für Chemie an der Universität Lyon. 1913 wurde er korrespondierendes Mitglied der Académie des sciences.
Noch eine weitere Reaktion ist nach ihm (und Heinrich Wieland) benannt, der Barbier-Wieland-Abbau bzw. Barbier-Wieland-Reaktion oder Wieland-Barbier-Seitenkettenabbau (mehrstufiger Abbau von Carbonsäuren zu nächstniedrigen Homologen). 1872 untersuchte er Terpene und ihre Umwandlungen untereinander und 1874 Isomere von Anthracen.

## Werke
- Étude sur la coumarine. Parent, Paris 1879 (Paris, Univ., Diss., 1879)